# Amore blu
Amore blu è il terzo album di Corrado, pubblicato nel 1988.

## Tracce
1. Fiori bianchi per te – 3:35
2. Piccolo piccolo amore – 4:10
3. Don't let me be misunderstood (sempre di più) – 3:05
4. Tu stasera – 3:18
5. Nun er'io – 2:17
6. 'A partenza – 3:28
7. Chi tene n'ammore – 2:50
8. Scrivimi – 3:25
9. Voglia di te – 3:32
10. Un bacio dopo l'altro – 3:10